# MLS Cup 2017

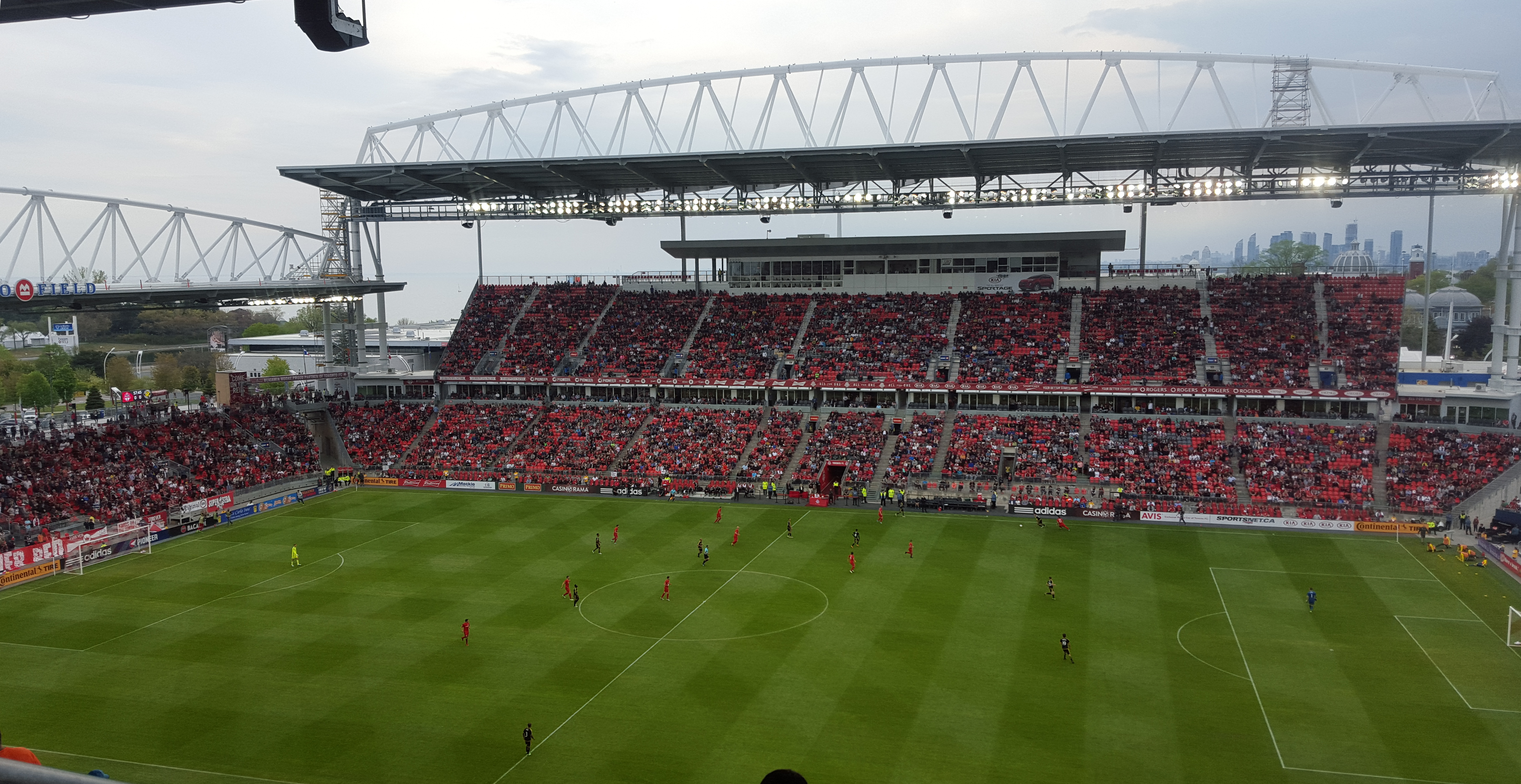
BMO Field, sede de la final.

La MLS Cup 2017 fue la vigésimo segunda final de la MLS Cup de la Major League Soccer de los Estados Unidos y Canadá. El partido se jugó el 9 de diciembre en el BMO Field en Toronto, Ontario, Canadá. El encuentro fue protagonizado entre el Toronto FC y los Seattle Sounders FC.
Esta fue la tercera final que se jugó en el BMO Field, y la segunda de manera consecutiva. Al igual que la definición pasada, se volvieron a enfrentar estas escuadras. 
Toronto FC se consagró campeón por primera vez en su historia tras vencer a los Sounders por 2-0, se convirtió en el primer club canadiense en ganar la Copa MLS y el único hasta el momento en lograr el triplete para un equipo de la MLS. Jozy Altidore fue elegido como el jugador más valioso de la final.

## Llave
| Toronto FC 2 | Seattle Sounders FC 0 |

## Enfrentamientos previos
Ambas escuadras se han enfrentado 12 veces, con 3 victorias para el Toronto FC, 7 triunfos para el Seattle y tres empates. En cuanto a cantidad de goles, los Sounders han marcado 18 goles y los canadienses anotaron once.
Ya se habían visto las caras en la final de la MLS Cup del año pasado, cuando los Seattle Sounders se quedaron con su primer campeonato tras vencer al Toronto en la tanda de los penales.
El enfrentamiento más reciente se disputó el 6 de mayo en el CenturyLink Field en Seattle, encuentro perteneciente a la temporada regular de la MLS. El Toronto FC ganó el partido con un gol de penal de Jozy Altidore al minuto 23 de la primera parte.

## Camino a la final

### Toronto FC
Toronto FC concluyó primero en la temporada regular en la MLS y se adjudicó con el Supporters' Shield como el mejor equipo de dicha fase y el primer club canadiense en ganar el trofeo. Terminó con 69 unidades —20 victorias, 9 empates y cinco derrotas— y marcó un récord como el equipo con la mayor cantidad de puntos en la historia de la liga. Víctor Vázquez fue el refuerzo más importante del club en este año y uno de los jugadores que marcaron mucho en esta gran campaña del Toronto.
En las semifinales de conferencia, se midió ante los New York Red Bulls. En el partido de ida, se jugó en el Red Bull Arena, Toronto abrió primero el marcador a los 8 minutos a través de Víctor Vázquez tras una jugada de Jozy Altidore por el sector derecho, dio un centro y el balón fue rechazado por el arquero rival en el área penal, y Vázquez aprovechó el revote para marcar el 1-0. En el segundo tiempo, los Red Bulls igualaron el encuentro con un penal de Daniel Royer, pero a los 72, Sebastian Giovinco anotó con un magistral gol de tiro libre y puso el 2-1 definitivo para los canadienses. En el juego de vuelta disputado en el BMO Field, el equipo de Nueva York se impuso por 1-0, a pesar de la derrota, los Reds avanzaron a las finales de conferencia gracias a los goles de visitantes marcados en el partido de ida. Dicho encuentro marcó la pelea entre Altidore y el jugador de los Red Bulls Sacha Kljestan durante en el entretiempo y ambos terminaron expulsados.
En las finales de conferencia, se enfrentó al Columbus Crew. En el juego de ida jugado en cancha de Columbus, Toronto rescató un empate 0-0. Mientras que en el partido de vuelta, derrotó por 1-0 tras una buena jugada empezada por el portero Alex Bono después del saque de arco, el balón le quedó a Giovinco varios metros cerca del área penal, le entregó a Altidore, luego a Vázquez y le da nuevamente a Altidore por el sector derecho para marcar el único tanto. Después del encuentro, el equipo se consagró campeón de la Conferencia del Este y clasificó a su segunda final de la MLS Cup de manera consecutiva.
Aquí se detallan los resultados del Toronto en los playoffs en la MLS en su camino a la final:
| 30 de octubre | Semifinales de conferencia | Red Bull Arena, Harrison, Nueva Jersey | New York Red Bulls | 1 - 2 | Toronto FC         |
| 5 de noviembre | Semifinales de conferencia | BMO Field, Toronto, Ontario            | Toronto FC         | 0 - 1 | New York Red Bulls |
| Marcador global de 2-2, pero el Toronto FC clasificó a las Finales de conferencia por la regla del gol de visitante. |                            |                                        |                    |       |                    |
| 21 de noviembre | Finales de conferencia     | Mapfre Stadium, Columbus, Ohio         | Columbus Crew      | 0 - 0 | Toronto FC         |
| 29 de noviembre | Finales de conferencia     | BMO Field, Toronto, Ontario            | Toronto FC         | 1 - 0 | Columbus Crew      |
| Toronto FC pasó a la final de la MLS Cup y campeón de la Conferencia del Este con un marcador global de 1-0.         |                            |                                        |                    |       |                    |

|  |                        |
|  | Triunfo de Toronto FC. |
|  | Empate.                |
|  | Derrota de Toronto FC. |

### Seattle Sounders FC
Los Seattle Sounders son los campeones defensores de la MLS Cup. Terminaron segundos en la Conferencia del Oeste con 53 puntos —14 victorias, 11 empates y 9 derrotas— solo superado por los Portland Timbers. Al principio, el equipo tuvo un comienzo irregular, pero en los últimos meses de la temporada regular, logró conseguir resultados aceptables y consiguió la clasificación a la pos temporada. 
En las semifinales de conferencia se enfrentó a los Vancouver Whitecaps. En el encuentro de ida disputado en el BC Place, terminó 0-0. En el partido de vuelta, el Seattle venció por 2-0 con dos anotaciones de Clint Dempsey a los 56 y 88 minutos del segundo tiempo, y de esa manera logró la ansiada clasificación a la siguiente ronda.
En las finales de conferencia se midió ante el Houston Dynamo. El partido de ida jugado en Houston, lograron ganar por 2-0, el primero al minuto 11 fue obra del sueco Gustav Svensson, quién anotó de cabeza después del tiro de esquina de Nicolás Lodeiro por el sector izquierdo; mientas que el segundo gol fue de Will Bruin a los 42 del primer tiempo, todo empezó con un buen centro largo de Joevin Jones, Bruin le ganó a los defensas del rival y marcó con un cabezazo imposible para el guardameta Joe Willis. En el encuentro de vuelta, los Sounders ampliaron el resultado global y se impusieron por 3-0 con goles de Victor Rodríguez, Dempsey y Bruin a los 22, 57 y 73 minutos respectivamente. El Seattle se consagró campeón de la Conferencia del Oeste y avanzó a su segunda final consecutiva de la MLS Cup.
Aquí se muestran los resultados del Seattle en los playoffs:
| 29 de octubre | Semifinales de conferencia | BC Place, Vancouver, Columbia Británica | Vancouver Whitecaps FC | 0 - 0 | Seattle Sounders FC    |
| 2 de noviembre | Semifinales de conferencia | CenturyLink Field, Seattle, Washington  | Seattle Sounders FC    | 2 - 0 | Vancouver Whitecaps FC |
| Los Seattle Sounders clasificaron a las Finales de conferencia con un marcador global de 2-0.                                  |                            |                                         |                        |       |                        |
| 21 de noviembre | Finales de conferencia     | BBVA Compass Stadium, Houston, Texas    | Houston Dynamo         | 0 - 2 | Seattle Sounders FC    |
| 30 de noviembre | Finales de conferencia     | CenturyLink Field, Seattle, Washington  | Seattle Sounders FC    | 3 - 0 | Houston Dynamo         |
| Los Seattle Sounders avanzaron a la final de la MLS Cup y campeones de la Conferencia del Oeste con un marcador global de 5-0. |                            |                                         |                        |       |                        |

|  |                     |
|  | Triunfo de Seattle. |
|  | Empate.             |

## El partido
| 25 | POR | Alex Bono          |         |
| 33 | DEF | Steven Beitashour  |         |
| 3  | DEF | Drew Moor          |         |
| 23 | DEF | Chris Mavinga      |         |
| 2  | DEF | Justin Morrow      |         |
| 4  | MED | Michael Bradley    | Capitán |
| 18 | MED | Marco Delgado      | 90+3'   |
| 21 | MED | Jonathan Osorio    | 85'     |
| 7  | MED | Víctor Vázquez     |         |
| 10 | DEL | Sebastian Giovinco |         |
| 17 | DEL | Jozy Altidore      | 86'     |
| DT | DT  | Greg Vanney        |         |

| 24 | POR | Stefan Frei      |       |
| 18 | DEF | Kelvin Leerdam   |       |
| 29 | DEF | Román Torres     |       |
| 14 | DEF | Chad Marshall    |       |
| 33 | DEF | Joevin Jones     | 90+1' |
| 7  | MED | Cristian Roldan  |       |
| 4  | MED | Gustav Svensson  |       |
| 10 | MED | Nicolás Lodeiro  |       |
| 2  | MED | Clint Dempsey    |       |
| 8  | MED | Víctor Rodríguez | 71'   |
| 7  | DEL | Will Bruin       |       |
| DT | DT  | Brian Schmetzer  |       |

| 31 | MED | Armando Cooper | 85'   |
| 6  | DEF | Nick Hagglund  | 86'   |
| 8  | MED | Benoît Cheyrou | 90+3' |

| 13 | DEL | Jordan Morris | 71'   |
| 5  | DEF | Nouhou Tolo   | 90+1' |

| Anotado | 67'   | Jozy Altidore  |
| Anotado | 90+4' | Victor Vázquez |

|  |

| Amonestado | 90+5' | Victor Vázquez |

| Árbitro             | Allen Chapman    |
| Árbitros asistentes | Adam Wienckowski |
| Árbitros asistentes | Jeremy Hanson    |
| Cuarto árbitro      | Kevin Stott      |
| Quinto árbitro      | Danny Thornberry |
| VAR                 | David Gantar     |

| 25 | POR | Alex Bono          |         |
| 33 | DEF | Steven Beitashour  |         |
| 3  | DEF | Drew Moor          |         |
| 23 | DEF | Chris Mavinga      |         |
| 2  | DEF | Justin Morrow      |         |
| 4  | MED | Michael Bradley    | Capitán |
| 18 | MED | Marco Delgado      | 90+3'   |
| 21 | MED | Jonathan Osorio    | 85'     |
| 7  | MED | Víctor Vázquez     |         |
| 10 | DEL | Sebastian Giovinco |         |
| 17 | DEL | Jozy Altidore      | 86'     |
| DT | DT  | Greg Vanney        |         |

| 24 | POR | Stefan Frei      |       |
| 18 | DEF | Kelvin Leerdam   |       |
| 29 | DEF | Román Torres     |       |
| 14 | DEF | Chad Marshall    |       |
| 33 | DEF | Joevin Jones     | 90+1' |
| 7  | MED | Cristian Roldan  |       |
| 4  | MED | Gustav Svensson  |       |
| 10 | MED | Nicolás Lodeiro  |       |
| 2  | MED | Clint Dempsey    |       |
| 8  | MED | Víctor Rodríguez | 71'   |
| 7  | DEL | Will Bruin       |       |
| DT | DT  | Brian Schmetzer  |       |

| 31 | MED | Armando Cooper | 85'   |
| 6  | DEF | Nick Hagglund  | 86'   |
| 8  | MED | Benoît Cheyrou | 90+3' |

| 13 | DEL | Jordan Morris | 71'   |
| 5  | DEF | Nouhou Tolo   | 90+1' |

| Anotado | 67'   | Jozy Altidore  |
| Anotado | 90+4' | Victor Vázquez |

|  |

| Amonestado | 90+5' | Victor Vázquez |

| Árbitro             | Allen Chapman    |
| Árbitros asistentes | Adam Wienckowski |
| Árbitros asistentes | Jeremy Hanson    |
| Cuarto árbitro      | Kevin Stott      |
| Quinto árbitro      | Danny Thornberry |
| VAR                 | David Gantar     |

|                              |
| Bandera de Ontario           |
| Campeón Toronto FC 1º título |